# 壬生基泰
壬生 基泰（みぶ もとやす、1909年〈明治42年〉1月2日 - 1979年〈昭和54年〉5月14日）は、日本の政治家、華族。貴族院伯爵議員。位階は従四位。勲等は勲六等。

## 経歴
陸軍軍人・壬生基義の長男として生まれる。父の死去に伴い1936年（昭和11年）12月15日、伯爵を襲爵した。
1932年（昭和7年）東京帝国大学文学部を卒業。1935年（昭和10年）陸軍騎兵少尉に任官。騎兵第1連隊留守隊付、陸軍兵器本部付兼陸軍省整備局付、軍需省軍需官、商工省嘱託などを歴任。陸軍騎兵大尉に昇進して退官した。その後、大建産業嘱託、鉄鋼統制会勤務などを務めた。
1946年（昭和21年）6月27日、貴族院伯爵議員補欠選挙で当選し、研究会に所属して活動し1947年（昭和22年）5月2日の貴族院廃止まで在任した。

## 親族
- 母：壬生篶子（久邇宮朝彦親王第八王女）[1]
- 先妻：壬生博子（渋沢正雄次女）[1]
- 後妻：壬生淑子（としこ、三好英之四女）[1]
  - 養子：壬生基博（盛厚王次男）[1]